# Matías Juan de Veana
Matías Juan de Veana López, también como Viana, (¿Játiva?, c. 1656 - Madrid, 1 de abril de 1705) fue un compositor y maestro de capilla español del Barroco.

## Vida
Es poco lo que se conoce sobre los orígenes de este compositor. El musicólogo Martín Moreno lo supone de Játiva, en la provincia de Valencia, y nacido hacia 1656. En 1677 era maestro de capilla en la Iglesia de San Juan de la Cruz de Valencia. Antes de 1680 se presentó para ocupar la plaza de maestro de capilla en el Real Colegio del Corpus Christi de Valencia, en sustitución de Antonio Teodoro Ortells. En 1680 trató de conseguir sin éxito el magisterio de la Catedral de Oviedo.
Tras el fallecimiento de Andrés Barea el 20 de septiembre de 1680 quedó vacante el magisterio de la Catedral de Palencia. En las oposiciones realizadas el 15 de noviembre en Palencia, en las que Veana se enfrentó a Juan Bonet de Paredes y Francisco Zubieta, salió ganador este último.
Su primer magisterio de importancia fue en el Real Monasterio de la Encarnación de Madrid, donde fue maestro desde por lo menos desde 1680, aunque por poco tiempo. En 1685 se le nombró maestro del Real Colegio del Corpus Christi de Valencia y para entonces ya era maestro del Monasterio de las Descalzas Reales de Madrid. El rey Carlos II no le permitió abandonar su cargo en Madrid, por lo que permaneció en la corte. Antes de 1691 estaba de vuelta en La Encarnación.
En 1692 el maestro Francisco Zubieta partió a la Catedral de Salamanca, por lo que el cargo en Palencia quedaba vacante. El tenor de La Encarnación, Lorenzo Urruela, escribió al cabildo palentino recomendándoles a Veana: «en atención al cariño que debe al Cabildo, por haberle criado desde sus principios, y lo mucho que desea ocupe esta plaza persona de toda satisfacción, ciencia y experiencia [...] sacerdote virtuoso y compuesto de prendas muy dignas de esta ocupación de ministerio». Parece que en ese momento Veana había abandonado Madrid y se encontraba en Játiva asistiendo a algún familiar. El cabildo aceptó la propuesta, ya que en las oposiciones de 1680 «mostró grande inteligencia y destreza, así en la composición como en los demás ejercicios». Veana aceptó y llegó a Palencia el 16 de septiembre de 1692.
En su paso por Madrid, Veana reclutó al organista José Urroz, «que asistía en aquella Corte con mucho crédito y aprobación, y que estaba casado, cuyas prendas y buena habilidad eran dignas de cualquier iglesia, y que le había parecido muy diestro en el arte, y de buen natural, compuesto y virtuoso, y de edad de 32 años, poco más o menos». El cabildo ordenó al maestro la búsqueda de un corneta, un contralto y un tenor, a ser posible, sacerdotes. En Palencia hubo problemas, comenzando con que la ración solo se podía conceder tras un año de prueba. Además, no podía ejercer en Castilla sin dispensa real al ser procedente del Reino de Valencia. Posiblemente a causa de estas circunstancias, el 16 de octubre de 1693 Veana informa al cabildo que la priora y las monjas del Monasterio de la Encarnación le habían nombrado maestro de capilla y solicita licencia para partir hacia Madrid. El cabildo trata de retener a Varea, «reconociendo que dicho maestro es a propósito y de buena vida y costumbres», ofreciéndole un aumento del salario de 1200 reales y solicitar la dispensa del rey, pero no tuvieron éxito.
En el Monasterio de la Encarnación por tercera vez, permanecería en el cargo hasta su fallecimiento el 1 de abril de 1705.

El día primero de abril de 1705 a las cuatro de la mañana falleció el licenciado don Juan Matías Veana, Maestro de Capilla de esta Real Casa. Se enterró en la vuelta de las Descalzas Reales.
Tabla y Libro de Depossitos y Entierros del Real Convento de la Encarnación

## Obra
Fue uno de los compositores de más prestigio de su época, demostrado por el gran número de obras conservadas a ambas orillas del Atlántico, aunque posiblemente no al nivel de Sebastián Durón o Juan Hidalgo. Tomás de Iriarte lo elogia en su poema La Música,

¡O cuánto sobresales,

Antigua Iglesia Hispana!

No es ya mi canto, no, quien te celebra,

Sino las misma obras inmortales

De Patiño, Roldán, García, Viana,

De Guerrero, Victoria, Ruiz, Morales,

De Líteres, San-Juan, Durón y Nebra.
Tomás de Iriarte, La Música (1779)

A principios del siglo XX algunos autores lo daban por inventor del bajo continuo, posiblemente por su confusión con Ludovico Grossi da Viadana, pero tal como dice Rafael Mitjana, dice que «despojado de esta gloria [la invención del bajo continuo] queda sin embargo un artista de gran valor, notable compositor a juzgar por sus diversas obras como se puede apreciar en el Villancico a seis voces incluido por Eslava en su Lira Sacro Hispana».
Se conservan obras suyas en la Biblioteca Nacional de España, la Biblioteca de Cataluña, en el Monasterio de Montserrat, las catedrales de Zaragoza y Palma de Mallorca, además de la Catedral de Guatemala.

## Grabaciones
- Villancico en el Sacramento: De los cinco sentidos. La Llum Musical Xativina, 1 CD. (2007).
- Cantada en el Santísimo: Ay, amor, que dulce tirano. Cantadas de Pasión, 1 CD. (2004).